# Elisabeth Bodenmüller
Elisabeth Bodenmüller (Zürich, 23 december 1789 - Schwyz, 24 januari 1877) was een Zwitserse schrijfster.

## Biografie
Elisabeth Bodenmüller was een dochter van Heinrich Lavater, een goudsmid. In 1813 huwde ze Kasimir Bodenmüller uit Einsiedeln, maar ze zou al snel haar echtgenoot en kind verliezen. Ze schreef verscheidene religieuze gedichten met daarin ook didactische en autobiografische elementen (Malven-Sträusschen, 1828), gebeden voor 'gecultiveerde vrouwen' (Theoduline, 1830) en toneelspelen (Das Frauenkloster in der A, bey Einsiedeln en Der heilige Meinrad, und seine Verehrer, beide uit 1828). Haar reizen naar Rusland, Turkije en Italië (1831) getuigen van een kosmopolitische en gecultiveerde geest.